# Olasjön
Olasjön är en sjö i Alvesta kommun i Småland och ingår i Helge ås huvudavrinningsområde. Sjön är 4 meter djup, har en yta på 0,383 kvadratkilometer och befinner sig 168,1 meter över havet. Vid provfiske har bland annat abborre, braxen, gers och gädda fångats i sjön.

## Delavrinningsområde
Olasjön ingår i det delavrinningsområde (630180-140854) som SMHI kallar för Inloppet i Tjurken. Medelhöjden är 187 meter över havet och ytan är 32,81 kvadratkilometer. Det finns inga avrinningsområden uppströms utan avrinningsområdet är högsta punkten. Lilla Helge å (Granhultsån) som avvattnar avrinningsområdet har biflödesordning 2, vilket innebär att vattnet flödar genom totalt 2 vattendrag innan det når havet efter 173 kilometer. Avrinningsområdet består mestadels av skog (83 procent). Avrinningsområdet har 1,67 kvadratkilometer vattenytor vilket ger det en sjöprocent på 5,1 procent.

## Fisk
Vid provfiske har följande fisk fångats i sjön:
- Abborre
- Braxen
- Gärs
- Gädda
- Karpfisk obestämd
- Mört